# Thanh phóng điện tĩnh

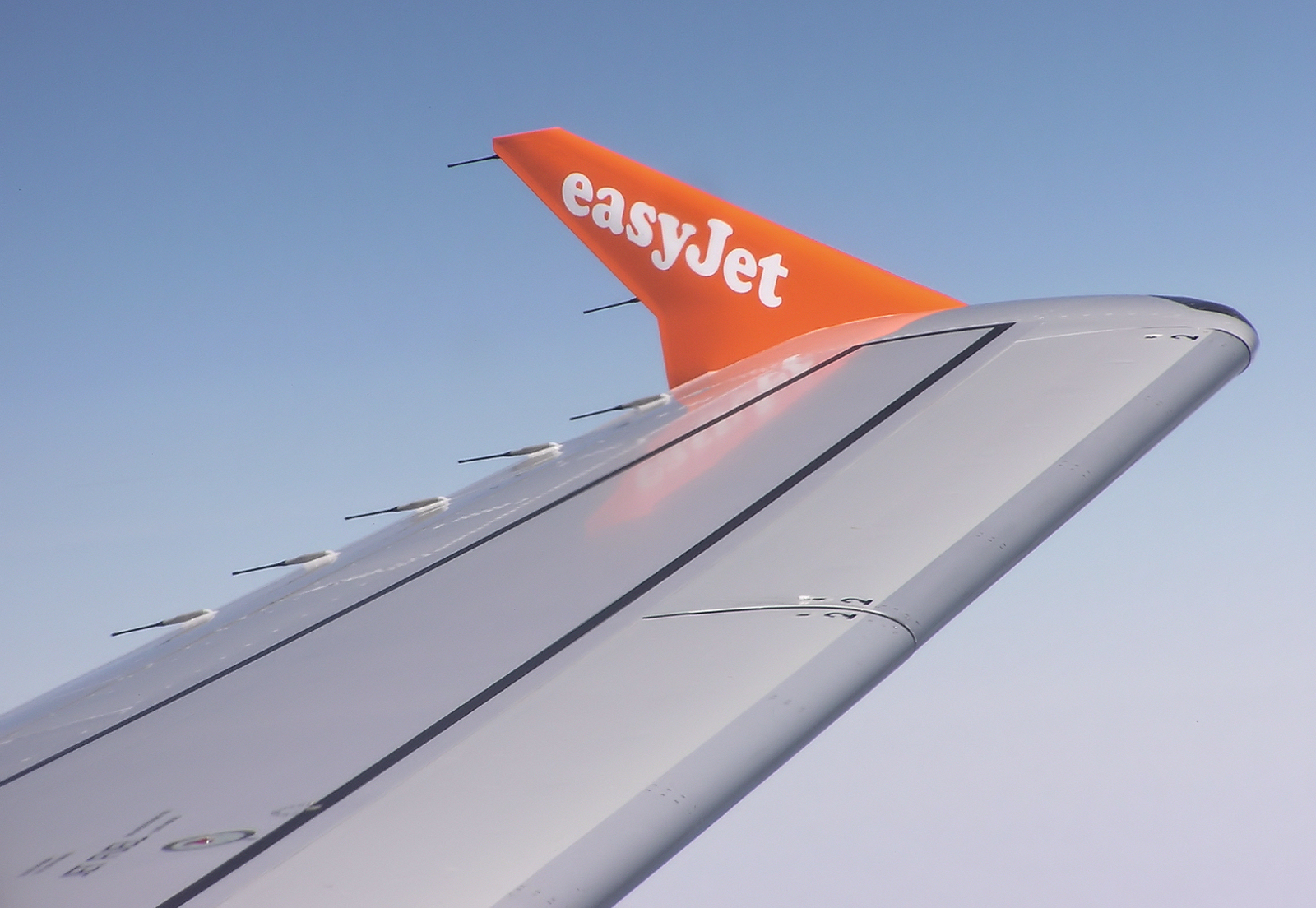
Thiết bị đầu cánh (hay còn gọi là cánh nhỏ) trên cánh của máy bay EasyJet Airbus A319-100 (G-EZBV)

Thanh phóng điện tĩnh, thường được biết đến như thanh điện tĩnh  hay thanh phóng điện tĩnh, được lắp đặt trên mép sau của đầu cánh máy bay, bao gồm cánh liệng, cánh lái độ cao, cánh lái hướng, cánh chính, tấm căn chỉnh ngang và dọc. Nó được gắn vào hầu như tất cả các máy bay dân dụng ngày nay, chúng bao gồm các thiết bị có điện trở cao (6-200 megohm) với một  điện áp bao quanh thấp hơn xung quanh kết cấu máy bay. Chúng kiểm soát việc phóng lớp điện tĩnh vào bầu khí quyển, cô lập tiếng ồn và chống nhiễu sóng cho các thiết bị liên lạc trên máy bay. Chúng được dùng trên máy bay để cho phép đáp ứng các hoạt động liên tục trên tàu bay và liên lạc vô tuyến trong điều kiện trời mưa (tích điện). Tích điện tĩnh là điện trên máy bay gây ra bởi quá trình bay qua mưa, băng tuyết, hay là hạt bụi. Khi điện tích máy bay đủ lớn, nó sẽ được phóng vào không khí xung quanh máy bay. Quá trình phóng điện được thực hiện thông qua các đầu mép máy bay, như anten, đầu cánh, và tấm căn chỉnh ngang và dọc, và các kết cấu lồi khác. Sự phóng điện tạo ra một sóng vô tuyến tần số từ DC đến 1000 MHz. Sóng vô tuyến có thể ảnh hưởng tới quá trình liên lạc trên máy bay. Trong điều kiện phóng điện gặp bất lợi (ma sát không khí), sự phóng điện tĩnh hạn chế khả năng tích điện trên máy bay và kiểm soát sự nhiễu sóng gây ra bởi các điện tích. Phóng điện tĩnh không sét arrestors và không giảm hay tăng hạt một máy bay bị bị sét đánh trúng. Thanh phóng điện tĩnh thường là phần dễ bị thiệt hại, ví dụ như là kết quả của việc sét đánh trúng máy bay, và phải được kiểm tra sau khi bị sét đánh để đảm bảo việc phóng điện tĩnh luôn hoạt động tốt. Thanh phóng điện tĩnh sẽ không hoạt động nếu chúng không được gắn trên máy bay. Phải có một đường truyền từ tất cả các bộ phận của máy bay đến thanh phóng, nếu không, chúng sẽ vô dụng. Nắp máy, cửa ra vào, mũi máy bay, đèn chuyển hướng, ăng-ten lắp phần cứng, kiểm soát bề mặt, v.v.., đều có thể tạo ra tiếng ồn tĩnh điện nếu chúng không thể được giải phóng qua thanh phóng điện tĩnh.
Thiết bị phóng điện tĩnh đầu tiên được phát triển bởi sự hợp tác giữa Quân đội và Hải quân, dẫn đầu bởi Tiến sĩ Ross Gunn của Phòng Thí nghiệm và Nghiên cứu Hải quân và lắp đặt lên bay quân sự trong thời kỳ Thế Chiến II. Họ đã chứng tỏ được hiệu quả ngay cả trong thời tiết khắc nghiệt điều kiện năm 1946 bởi một phi đội của Không lực Hoa kỳ dẫn dắt bởi Đại úy Ernest Lynn Cleveland.